# 呼延灼
呼延灼，是《水滸傳》中人物。祖上是北宋河北開國將領呼延贊，並以其慣用兵器「雙鞭」聞名天下；有萬夫不當之勇，故外號稱雙鞭。登場於小說第五十四回。

## 生平

### 征討梁山
呼延灼原為汝寧郡都統制，當時梁山軍隊攻陷了高唐州，令朝中震驚，太尉高俅向宋徽宗推薦呼延灼為征寇大將，於是天子宣呼延灼面聖，並因其一表非凡而龍顏大喜，御賜了一匹踢雪烏騅予呼延灼坐騎。呼延灼引薦陳州團練使「百勝將」韓滔及潁州團練使「天目將」彭玘為正副先鋒，共同討伐梁山。
第五十四回中，作者曾對呼延灼的打扮作仔細描寫：「這呼延灼卻是沖天角鐵幞頭，銷金黃羅抹額，七星打釘皂羅袍，烏油對嵌鎧甲，騎一匹御賜踢雪烏騅，使兩條水磨八稜鋼鞭，左手的重十二斤，右手重十三斤。真似呼延贊。」
與梁山軍隊接戰後，呼延灼先後與林沖、扈三娘及孫立交鋒，均不分勝負，然而副將彭玘卻為扈三娘所擒，於是呼延灼與韓滔以「連環馬」大勝宋江，又請來砲手「轟天炮」凌振助戰，令梁山軍隊幾度陷於苦戰。可惜後來晁蓋、宋江等先行誘擒凌振，吳用又使湯隆、時遷及樂和用計，請來「金鎗教頭」徐寧，教授梁山軍隊使用鉤鐮鎗，大破「連環馬」，結果韓滔遭擒，官軍敗陣。呼延灼不能支吾，唯有隻身逃往青州地面，投奔知府慕容彥達，以圖伺機捲土重來，詎料投身青州途中又被盜走了踢雪烏騅，令呼延灼銳氣盡墮。

### 纏鬥青州
來到青州後，慕容知府請呼延灼助其將二龍山、桃花山、白虎山的賊寇剿盡，方肯替其向朝廷保奏免罪。呼延灼於幾場戰役中大敗周通、李忠、孔明等人，又與魯智深、楊志交手，不分勝負，雙方僵持不下。後來孔亮到梁山請宋江引軍來援，吳用設計先擒呼延灼，最後呼延灼於陷坑中被活捉，在宋江的好言相勸之下，正式歸順梁山，重獲踢雪烏騅。成為梁山馬軍的一員重要將領。

### 計賺關勝
第六十三回中，呼延灼奉命向攻打梁山的「大刀」關勝詐降，並成功騙得關勝劫寨，將其擒下，立下大功。第七十回排座次時，呼延灼位列天罡星第八位，上應「天威星」，為梁山第八名好漢，又被封為「馬軍五虎將」之第四員，與楊志、韓滔、彭玘一同鎮守梁山泊正北旱寨。後來多次在戰陣中擔任北方或後軍的主將，主要對應軍中的「玄武」方位。

### 力抗官軍
第七十九回中，高俅帶領十鎮節度使親征梁山泊。高俅初戰失利，在兩軍再次對戰之時，呼延灼領軍伏擊高俅，並使一根長槍，與雲中鴈門節度使韓存保展開了一場死鬥，最後二人鬥得兵器、軍馬全失，互相扭住衣甲廝打，難分難解之際，「沒羽箭」張清來援，並擒下了韓存保。這場決鬥是呼延灼在整篇小說裡，第一次使用雙鞭以外的武器作兵器的一個場面。而這場面據說是作者依據呼延贊後人呼延通某次與金將牙合孛堇決戰的記載而寫成的。

### 一生報國
梁山受招安后，隨宋江征討遼國、王慶、田虎、方臘，多建功勳。班師回朝後，呼延灼被封為御營兵馬指揮使。後來率領大軍，打敗了金兀朮，大軍一直殺至淮西，呼延灼陣亡。

## 文獻
- 在最早的《大宋宣和遺事》名單中，有一名「鐵鞭呼延綽」，就是雙鞭呼延灼的原型。呼延綽本是朝廷派往征剿海賊李橫的將領，卻因戰事失敗，受到朝廷嚴責，而結連李橫背反朝廷，最後投奔梁山勢力，這與後來小說中的呼延灼遭遇相近。宋代周密所著《癸辛雜識》載龔開《三十六人贊》中，呼延綽亦在其中，渾號是「鐵鞭」，龔聖與（即龔開）附贊言稱：「尉遲彥章，去來一身。長鞭鐵鑄，汝豈其人？」

## 其他
- 呼延灼在日本有頗高的人氣，在軍事才能及統率能力方面得到認同，而且有「戴著面具」、「年已半老」的特色（如橫山光輝的漫画《水滸傳》）。日本著名畫家正子公也就為呼延灼賦予「軍神」的形象。
- 在《水滸傳》的後續故事中，呼延灼仍有著出色的表現。如陳忱《水滸後傳》就寫呼延灼為國家禦敵其間為小人所迫，陷於險境，有感朝廷昏庸，最後重新落草，並與李俊、燕青、李應、朱仝等昔日戰友並肩齊行，再次創下光輝事業。故事中，呼延灼育有一子一女，兒子名為呼延鈺，亦使雙鞭，武藝不凡，拜聞煥章為老師，學習文史；長得相貌魁梧，身軀雄壯，英氣逼人，與花逢春（花榮之子）、徐晟（徐寧之子）及宋安平（宋江之姪）並為梁山第二代的英雄。女兒名為呼延玉英，後與徐寧遺孤徐晟結姻。
- 小說《說岳全傳》第三十六回，宋高宗被兀朮追殺至海鹽縣之際，無人救駕，王淵向高宗推薦已經退隱多年的呼延灼，於是高宗召呼延灼保駕。呼延灼出陣便擊殺長江王杜充，後來兀朮親自接戰呼延灼，只見呼延灼「鶴髮童顏，威風凜然」，隨生招攬之心。呼延灼斷然拒絕，二人交手三十合後，兀朮自嘆不如：「他果是英雄。他若年少時，不是他的對手。」後來呼延灼年邁力衰，不能久戰，想退回城中時，誰料坐騎踏毀吊橋，馬失前蹄，呼延灼被掀翻在地，為兀朮所殺，宋金二軍皆為之嘆息，兀朮也為之追悔。雖然呼延灼戰敗殉國，但卻成就了為國犧牲的民族英雄形象。
- 俞萬春《蕩寇誌》中，呼延灼被描寫成有勇無謀、屢戰屢敗的將領，然而武藝高強，而且對梁山泊始終如一。第一百三十三回中，呼延灼在梁山泊的二關抵擋朝廷大軍時，為了拖延時間讓張清修復城垣，獨自下關死守關口，以一敵四，最後被官軍的辛從忠以暗器標槍殺死，雖然如此，但他亦成功完成了拖延時間的任務。
- 著名评书《呼家将》中的呼延庆、呼延傕均是呼延赞的后代，形象上與呼延灼遙相呼應。
- 知名武俠小說大師金庸所著《神鵰俠侶》第三十九回「大戰襄陽」情節中，楊過曾排出呼延灼的連環馬陣法，對抗侵襲襄陽的蒙古大軍。

## 影視作品及二次創作

### 電視劇
- 日本1973年版《水浒传》 - 由丹波哲郎飾演呼延灼
- 中國1998年版《水浒传》 - 由賈石頭飾演呼延灼
- 中國2011年版《水浒传》 - 由嚴洪智飾演呼延灼

### 電影
- 《雙鞭呼延灼》 - 由錢小豪飾演呼延灼[1]

### 電子遊戲
- 日本手遊《Fate/Grand Order》 - 呼延灼的形象是結合希臘神話風格的女性，由石見舞菜香配音[2]。